# Династија Радзивиљ
Династија Радзивиљ (пољ. Radziwiłłowie, латин. Radvil) племићка је породица литванског порекла.
Ова племићка породица потиче од Кристинаса Астикаса, блиског сарадника литванског владара Витолда. Били су врло угледни вековима, прво у Великој кнежевини Литванији, а касније у Државној заједници Пољске и Литваније и Краљевини Пруској. Из ове лозе потичу стотине особа значајних за литванску, белоруску, пољску, немачку (пруску посебно) и уопше европску историју и културу, међу којима су војводе, кардинали, маршали, сенатори, уметници и други.
Племићка лоза Радзивиљ добила је титулу кнежева Светог римског царства (литв. Kunigaikštis, блр. knяzь, kniaź). Мото лозе је: "Бог нас саветује". Имали су велики политички утицај и велико богатство од 15. века до почетка Другог светског рата.
Низ замкова на подручју Белорусије који су били у власништву породице између 16. века и 1939. године уврштени су на листу УНЕСКО-ве светске баштине.
Белорусија, Финска, Литванија, Пољска, Русија и Украјина заједно су номиновале архиве династије Радзивиљ за упис у УНЕСКО-в Регистар докумената светске важности, па су 2009. године уврштене у регистар.

## Галерија
- Замкови племићке лозе Раздивиљ
- Замак Биржаи
- Замак Олика
- Мирски замак
- Замак Лубча
- Њасвишки замак